# Stary Lubotyń
Stary Lubotyń – wieś sołecka w Polsce położona w województwie mazowieckim, w powiecie ostrowskim, w gminie Stary Lubotyń, której jest siedzibą.

## Historia
Do 1819 roku miejscowość stanowiła dobra klasztorne kanoników regularnych, natomiast do 1864 roku była to wieś rządowa. W 1867 roku miejscowość stała się siedzibą gminy.
W latach 1921–1939 wieś leżała w województwie białostockim, w powiecie łomżyńskim, w gminie Lubotyń.
Według Powszechnego Spisu Ludności z 1921 roku wieś liczyła 411 osób, 337 było wyznania rzymskokatolickiego, 8 prawosławnego, 6 ewangelickiego a 60 mojżeszowego. Jednocześnie 359 mieszkańców zadeklarowało polską przynależność narodową, 8 rosyjską, 44 żydowską. Było tu 47 budynków mieszkalnych. Miejscowość należała do miejscowej parafii rzymskokatolickiej i ewangelickiej w Paproci Dużej. Podlegała pod Sąd Grodzki i Okręgowy w Łomży; właściwy urząd pocztowy mieścił się w m. Ostrów Mazowiecka.
W wyniku napaści ZSRR na Polskę we wrześniu 1939 miejscowość znalazła się pod okupacją sowiecką, a od czerwca 1941 roku pod okupacją niemiecką. Od 22 lipca 1941 do 1945 włączona w skład Bezirk Bialystok III Rzeszy.
W latach 1975–1998 miejscowość administracyjnie należała do województwa ostrołęckiego.
W miejscowości znajduje się neogotycki trójnawowy kościół z cegły, który jest siedzibą parafii Nawiedzenia NMP, oraz zabytkowa drewniana kaplica cmentarna pw. św. Rocha, wzniesiona w I poł. XIX w.